# Паркер, Джастин
Джа́стин Па́ркер — английский продюсер и автор песен, композитор. Более известен благодаря работе с певицей Ланой Дель Рей. 

## Карьера
Джастин Паркер начал писать музыку, когда ему было 17 лет, но в его карьере прорыв произошёл, когда он начал работать с певицей Ланой Дель Рей в феврале 2011 года. Вместе, они написали песню «Video Games», которая совершила переворот в карьере Джастина, а также прославила Дель Рей. Эта песня принесла Паркеру победу в номинации «Лучшая современная песня» премии Ivor Novello Awards. Хотя руководители лейбла были не впечатлены песней, хоть он и стал вирусным хитом после того, как Дель Рей опубликовала видеоклип на YouTube, состоящий из кадров различных американских фильмов. Песня попала в английский чарт, где заняла девятую позицию, а в американском 91 позицию. После успеха песни «Video Games», Лана Дель Рей обратилась к Паркеру с предложением о работе с ней над первым студийным альбомом Born to Die. Они вместе написали двенадцать песен, пять из которых можно услышать на альбоме. Творческие отношения продолжались, и 2012 год привел к рождению ещё одной культовой баллады «Ride», которая была включена в сборник Paradise Дель Рей.
Кроме того, в 2012 году, Паркер стал соавтором сингла Bat for Lashes «Laura» для третьего студийного альбома ресницами The Haunted Man. За песню, Паркер получил премию Ivor Novello Awards в номинации «Лучшая песня в музыкальном и лирическом плане». Паркер также написал песню «I Know You Care» для второго альбома Элли Голдинг Halcyon. Он был выпущен в 2012 году. Затем, Паркер продолжал писать песни, и написал песню «Stay» с Микки Экко и была записана певицей Рианной для её седьмого студийного альбома Unapologetic (2012).

## Награды
| Год       | Премия                | Номинация                                               |
| --------- | --------------------- | ------------------------------------------------------- |
| Победа    |                       |                                                         |
| 2012      | «Ivor Novello Awards» | Лучшая современная песня («Video Games»)                |
| 2012      | «ASCAP»               | Foundation Stone Award                                  |
| Номинация |                       |                                                         |
| 2013      | «Ivor Novello Awards» | Лучшая песня в музыкальном и лирическом плане («Laura») |